# Merriamosauria
De Merriamosauria zijn een groep uitgestorven zeedieren, behorend tot de Ichthyosauria, die leefde tijdens het Mesozoïcum.
In 1999 definieerde Ryosuke Motani een klade Merriamosauria als de groep bestaande uit de laatste gemeenschappelijke voorouder van Shastasaurus pacificus en Ichthyosaurus communis; en al zijn afstammelingen. De naam eert de Amerikaanse paleontoloog John Campbell Merriam.
Motani wist enkele gedeelde afgeleide kenmerken, synapomorfieën, vast te stellen. Het ravenbeksbeen en het schouderblad zijn over een belangrijk deel met elkaar vergroeid, niet alleen bij het schoudergewricht. De schacht bij het spaakbeen heeft vooraan een inkeping of uitholling. Het os pisiforme ontbreekt in de hand. Het eerste middenhandsbeen ontbreekt en daarmee ook de eerste vinger.
De Merriamosauria omvatten de meeste ichthyosauriërs met uitzondering van de Mixosauria waarvan ze vermoedelijk de zustergroep zijn. Ze ontstonden in het Trias en stierven uit in het vroege Opper-Krijt.